# Johan Spongberg
Johan Spongberg, född den 21 augusti 1800 i Stockholm, död den 25 april 1888 i Uppsala, var en svensk universitetslärare och filolog.  
I Uppsala, där Spongberg blev student 1816, stärktes hans redan förut väckta intresse för klassiska studier genom umgänge med , tidigt bortgångne docenten A. Södermark. På grund av ekonomiska skäl måste han likväl avbryta sin akademiska utbildning samt uppehöll sig i mer än tio år med privatundervisning. Sedan han 1828 fått återta och sedan ostört fortsätta sina gradualstudier, promoverades han 1830 till filosofie magister. 
Förordnad 1833 till docent i filosofiska fakulteten, gjorde han 1833-1834 en utländsk studieresa, under vilken han huvudsakligen uppehöll sig i Berlin och Leipzig, samt avhörde på det förra stället Böckhs och Zumpts och på det senare Gottfried Hermanns föreläsningar, varjämte han i Leipzig fick enskild undervisning av Rosenmüller. Då han under sin frånvaro, dock utan framgång, sökt den grekiska professuren i Uppsala, måste han 1835-1838 återta sitt privatlärarekall samt fick under tiden tillfälle att 1836 göra en ny resa till utlandet, då han åter besökte Berlin och Leipzig, varjämte han längre tider uppehöll sig i Jena och Paris. 
Utnämnd 1837 till extra ordinarie adjunkt i Uppsala, förestod han under hösten 1840 eloquentiae lektoratet vid Stockholms gymnasium samt 1842 professuren i grekiska litteraturen i Uppsala och befordrades sistnämnda år till ordinarie adjunkt i grekiska språket. 1848 förordnades han till extra ordinarie professor, då han erhöll såsom löneförbättring ur dåvarande universitetskansleren kronprinsen Carls privatkassa ett årligt anslag, som uppbars, tills han vann ordinarie befordran. Sedan han ännu en gång förestått grekiska professuren 1851, utnämndes han 1853 till professor i grekiska språket och litteraturen samt innehade denna lärostol, tills han på grund av en ögonåkomma måste ta avsked 1874. 
Utrustad med sällsynt filologisk lärdom, synnerligen i grekiska språket, verkade Spongberg för sin vetenskap mer såsom akademisk föreläsare än såsom författare. Han var också gentemot den nyare tidens riktning alltid en ivrig försvarare av de klassiska studierna och förfäktade sina åsikter i detta såväl som i andra stycken med en originalitet, som för övrigt präglade hela hans personlighet.